# Clausilia stranzendorfensis
Clausilia stranzendorfensis is een uitgestorven slakkensoort uit de familie van de Clausiliidae. De wetenschappelijke naam van de soort werd voor het eerst geldig gepubliceerd in 1990 door H. Nordsieck.